# 栄町 (弘前市)
栄町（さかえまち）は、青森県弘前市の地名。郵便番号は036-8336。

## 地理
岩木川（萢中）沿い東側に位置し、住宅地。北は向外瀬、東は西城北、南は春日町、南西は紺屋町、西は萢中に接する。

## 歴史

### 沿革
- 1970年（昭和45年） - 紺屋町・萢中・藤代・向外瀬の一部から分離、栄町になる。

### 地名の由来
町が将来栄えるように、という願望から。

## 世帯数と人口
2017年（平成29年）6月1日現在の世帯数と人口は以下の通りである。
| 丁目       | 世帯数  | 人口    |
| ---------- | ------- | ------- |
| 栄町一丁目 | 131世帯 | 277人   |
| 栄町二丁目 | 98世帯  | 206人   |
| 栄町三丁目 | 154世帯 | 328人   |
| 栄町四丁目 | 162世帯 | 359人   |
| 計         | 545世帯 | 1,170人 |

## 施設

### 医療
- 康安外科
- 津嶋整骨院
- サカエ薬局弘前栄町店

### 工業
- ニッカウヰスキー弘前工場

### 公共
- 栄町町民会館

## 小・中学校の学区
市立小・中学校に通う場合、学区は以下の通りとなる。
| 町丁       | 番・番地 | 小学校             | 中学校             |
| ---------- | -------- | ------------------ | ------------------ |
| 栄町一丁目 | 全域     | 弘前市立城西小学校 | 弘前市立第二中学校 |
| 栄町二丁目 | 全域     | 弘前市立城西小学校 | 弘前市立第二中学校 |
| 栄町三丁目 | 全域     | 弘前市立城西小学校 | 弘前市立第二中学校 |
| 栄町四丁目 | 全域     | 弘前市立城西小学校 | 弘前市立第二中学校 |

## 交通
- 弘南バス

栄町三丁目、児童公園前、栄町二丁目、栄町一丁目（ミニバス 土堂・浜の町・栄町団地線）停留所。